# 周寿
周寿（？—1509年），明朝顺天府昌平县人（治今北京市昌平区），明宪宗的舅舅，孝肃皇太后的弟弟，锦衣卫千户周能的长子，弟弟周彧。 
明英宗夺门之变复位，周能任锦衣卫千户，周能死，周寿继承父职锦衣千户。明宪宗继位后，周寿官至左府都督同知。成化三年（1467年）封庆云伯，其父被赠为庆云侯。周寿因国戚故，很是恣横。曾冒禁求赐通州田地六十二顷，明宪宗同意。奉使途经吕梁洪，多挟商船。成化十七年（1481年）封侯，子弟七人同授锦衣官。明孝宗即位，加太保，赐宝坻田地五百顷，又请求其他七百顷，被明孝宗准许。他和建昌侯张延龄争夺田地，家奴相殴。多次阻盐法实行，侵犯朝廷的利益。弘治十六年（1503年）加封至太傅，弟弟周彧加太保。正德四年（1509）周寿卒，赠宣国公，谥恭和。